# Nhạc viện Paris

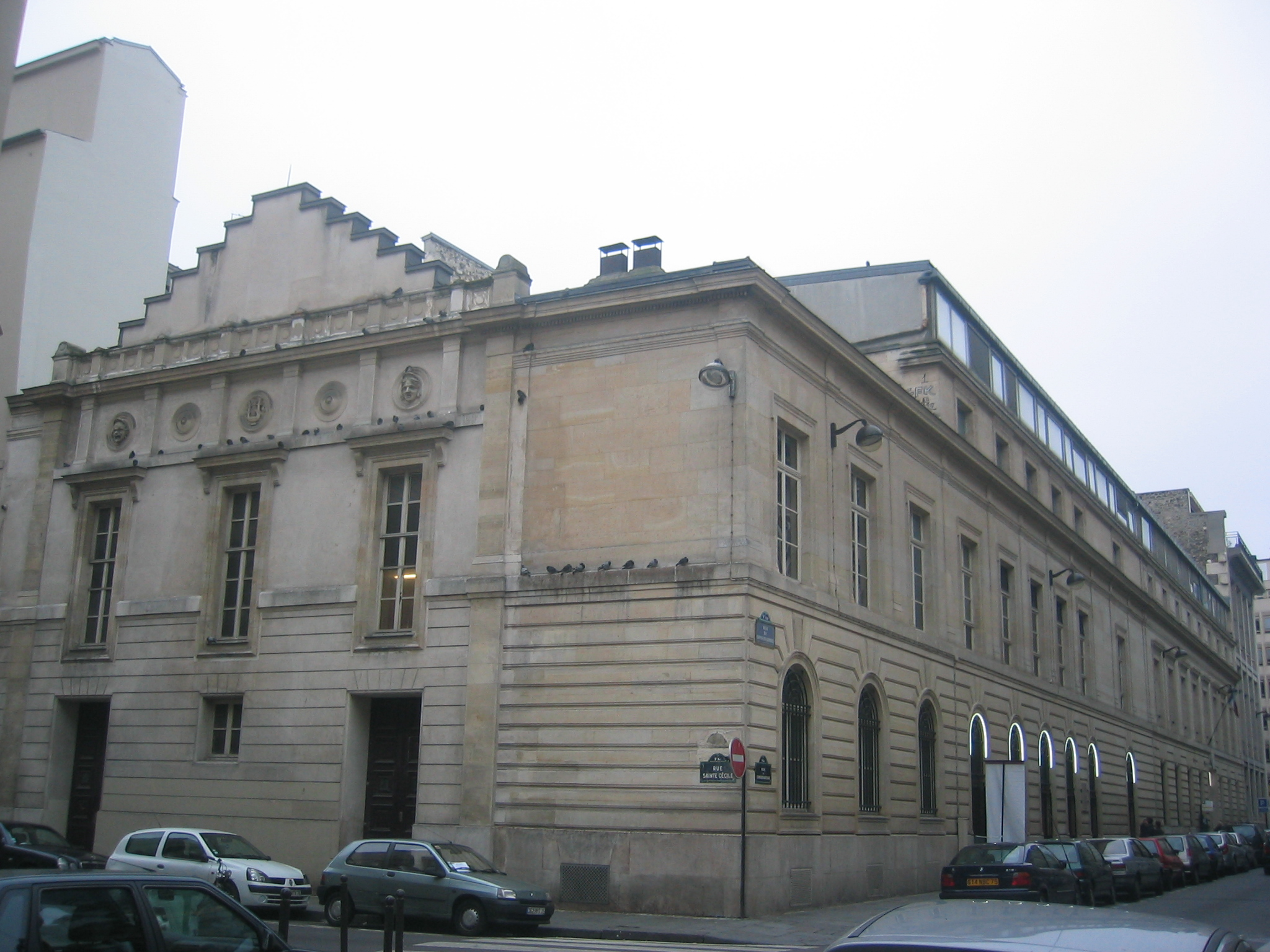
Nhạc viện Paris (năm 1991, lúc chưa nâng cấp)

Nhạc viện Paris hoặc Học viện Âm nhạc Paris (tên đầy đủ tiếng Pháp: Conservatoire national supérieur de musique et de danse de Paris - viết tắt: CNSMDP) giữ một vai trò quan trọng trong lịch sử phát triển âm nhạc của Pháp và Tây Âu. Được thành lập vào năm 1795.
Năm 1990, sau 6 năm tái xây dựng, các phòng mới của nhạc viện, được khánh thành trong Cité de la musique (Thành phố Âm nhạc). Nhạc viện bây giờ có hơn 1200 sinh viên theo học, và do 350 giáo viên giảng dạy trong 9 Phân khoa (départements).

## Những học sinh nổi tiếng
| - Richard Clayderman - Maurice Ravel - Adolphe Adam - Juan Crisóstomo Arriaga - Georges Bizet - Nicolas Bochsa - Joseph Bonnet - Nadia Boulanger - Pierre Boulez - Alfredo Casella - Marie-Madeleine Chevalier-Duruflé - Pierre Cochereau - Régine Crespin - Claude Debussy - Léo Delibes - Jeanne Demessieux - Theodore Dubois - Paul Dukas - Marcel Dupré - Marie-Madeleine Duruflé - Maurice Duruflé - Rolande Falcinelli - César Franck - Jean-Louis Florentz - Jean-Jacques Grunenwald | - Charles Gounod - Gabriel Grovlez - Jean Guillou - Ferdinand Hérold - Louis Jullien - Pierre Labric - Alexandre Luigini - Jules Massenet - Mauro Maur - Victor Maurel - Max Méreaux - Georges Migot - Darius Milhaud - Joseph Neuhäuser - Pierre Pincemaille - Roland Pröll - Raoul Pugno - Daniel Roth - Camille Saint-Saëns - Thomas Daniel Schlee - Mikis Theodorakis - Charles Tournemire - Louis Vierne |